# Alexandr Smyshliáyev
Alexandr Alexándrovich Smyshliáyev –en ruso, Александр Александрович – (Lysva, 16 de marzo de 1987) es un deportista ruso que compite en esquí acrobático, especialista en las pruebas de baches.
Participó en cuatro Juegos Olímpicos de Invierno, entre los años 2006 y 2018, obteniendo una medalla de bronce en Pyeongchang 2018, en la prueba de baches.
Ganó una medalla de bronce en el Campeonato Mundial de Esquí Acrobático de 2015.

## Medallero internacional
| Juegos Olímpicos   | Juegos Olímpicos      | Juegos Olímpicos  | Juegos Olímpicos |
| Año                | Lugar                 | Medalla           | Competición      |
| ------------------ | --------------------- | ----------------- | ---------------- |
| 2014               | Sochi (Rusia)         | Medalla de bronce | Baches           |
| Campeonato Mundial |                       |                   |                  |
| Año                | Lugar                 | Medalla           | Competición      |
| 2015               | Kreischberg (Austria) | Medalla de bronce | Baches           |